# René Peters (Fußballspieler)
René Peters (* 15. Juni 1981 in Düdelingen) ist ein luxemburgischer Fußballspieler und heutiger Trainer.

## Als Spieler

### Verein
Peters Heimatverein ist der SC Tetingen. Vom Juli 1999 bis zum Juni 2000 stand er beim belgischen Verein Standard Lüttich in der Jugend unter Vertrag. Anschließend spielte er von 2000 bis 2001 beim französischen Verein US Créteil, dort blieb er allerdings ohne Ligaspieleinsatz und kam nur in der Reservemannschaft zum Zug. Von 2001 bis 2008 spielte er in seinem Heimatland Luxemburg bei Swift Hesperingen. Danach wechselte er zum Ligakonkurrenten Jeunesse Esch, mit dem er 2010 luxemburgischer Meister wurde.
Im Anschluss an das verlorene Pokalfinale 2012 gegen F91 Düdelingen (2:4 nach Verlängerung) verließ Peters die Jeunesse und wechselte zu FC RM Hamm Benfica. Nach dem Abstieg des FC RM Hamm Benfica in die Ehrenpromotion wechselte Peters zur Saison 2014/15 zum CS Grevenmacher. Nach einem weiteren Jahr bei Jeunesse Esch wechselte Peters zur Saison 2017/18 als Spieler und Trainerassistent zum BGL-Ligue-Aufsteiger US Hostert. Nach der Saison 2018/19 beendete er seine Spielerkarriere.

### Nationalmannschaft
Von 2000 bis 2013 war Peters für die luxemburgische A-Nationalmannschaft aktiv und erzielte in 92 Länderspielen vier Treffer für die Auswahl.
Sein Debüt gab der Mittelfeldspieler am 26. April 2000 bei einem Testspiel gegen Estland (1:1), den ersten Treffer schoss er ein Jahr später im WM-Qualifikationsspiel gegen Jugoslawien (2:6). Im Oktober 2013 stand er in Portugal (0:3) während der WM-Qualifikation das letzte Mal für Luxemburg auf dem Feld.

### Erfolge
- Luxemburgischer Meister: 2010

## Als Trainer
Zur Saison 2019/20 übernahm Peters beim US Hostert das Amt des Cheftrainers von Henri Bossi. Doch schon am 8. März 2020 wurde er nach einer Serie von vier Niederlagen als Tabellenelfter dort entlassen. Seit dem Sommer 2020 arbeitet Peters als Nachwuchstrainer in der Fußballschule des Luxemburgischen Fußballverbands, aktuell ist er Übungsleiter der U-17-Nationalmannschaft.